# Carl Friedrich von Both

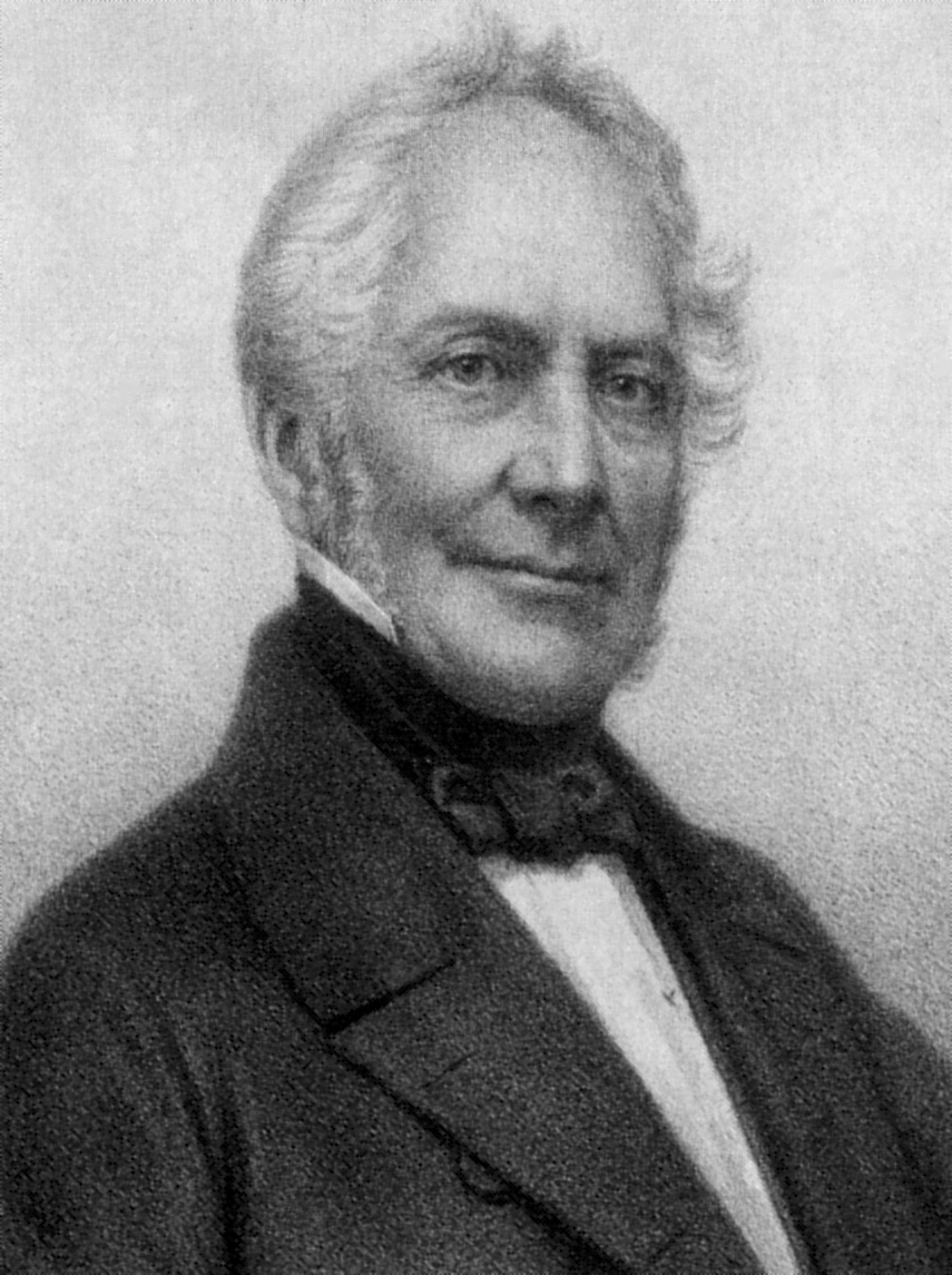
Carl Friedrich von Both

Carl Friedrich von Both (* 11. Februar 1789 in Demmin; † 4. Mai 1875 in Rostock) war Direktor des Landesgerichts in Rostock und von 1836 bis 1870 Vizekanzler der Universität Rostock.

## Leben
Carl Friedrich von Both stammte aus dem mecklenburgischen Uradelsgeschlecht Both und wurde als Sohn des Gutsbesitzers von Both auf Weitendorf geboren. Seine gymnasiale Ausbildung erlangte er im thüringischen Gotha. Ab 1807 studierte Both Geschichte und Literatur an der Universität Heidelberg und wurde dort Mitglied des Corps Guestphalia. 1809 wechselte er an die Rostocker Universität und begann ein Jurastudium, das er 1810 beendete. Im August des gleichen Jahres bekam er eine Anstellung als Auditor in der Schweriner Justizkanzlei, wo er 1812 zum Kanzleirat und 1814 zum Justizrat befördert wurde. 1818 begann seine Tätigkeit am Landesgericht in Rostock, wo er 1820 Vizedirektor wurde. Im gleichen Jahr wurde von Both Erster Regierungsbevollmächtigter für die Universität Rostock im Auftrag des Großherzogs Friedrich Franz I. In dieser Funktion war er diesem direkt unterstellt. Er hatte die Aufgabe, die Finanzen der Universität neu zu ordnen. 1827 bereitete er die Verhandlungen des Großherzogs mit der Stadt Rostock vor, um eine Aufhebung des Kompatronats der Stadt zu erreichen und die Universität damit in alleinige landesherrliche Hoheit zu überführen. Hierbei hatte er großen Erfolg. Unter Boths Kuratorschaft und entscheidender Mitwirkung wurden einige wichtige Institutionen neu gegründet, wie das chemische Laboratorium im Jahre 1834.
Im Dezember 1836 ernannte ihn der Großherzog zum Vizekanzler der Universität. Er wirkte weiter für den Ausbau der Universität, so wurde das Institut für Physiologie und vergleichende Anatomie 1838 eröffnet. Maßgeblichen Anteil hatte von Both auch bei der 1840 erfolgten Genehmigung des „Neuen Museums“, heute ein Anbau des Universitätshauptgebäudes.
Seine Bestellung zum Direktor erfolgte 1844. Wegen seiner Schwerhörigkeit konnte er das Amt ab 1851 nicht weiterführen, sein Wirken für die Universität setzte er aber erfolgreich fort. So wurde unter seiner Vizekanzlerschaft der Neubau des Hauptgebäudes am damaligen Hopfenmarkt, dem heutigen Universitätsplatz begonnen, dessen Grundsteinlegung am 13. März 1867 erfolgte. Zu diesem herausragenden Ereignis wurde ihm vom Großherzog Friedrich Franz II. der Titel Exzellenz verliehen.

## Ehrungen

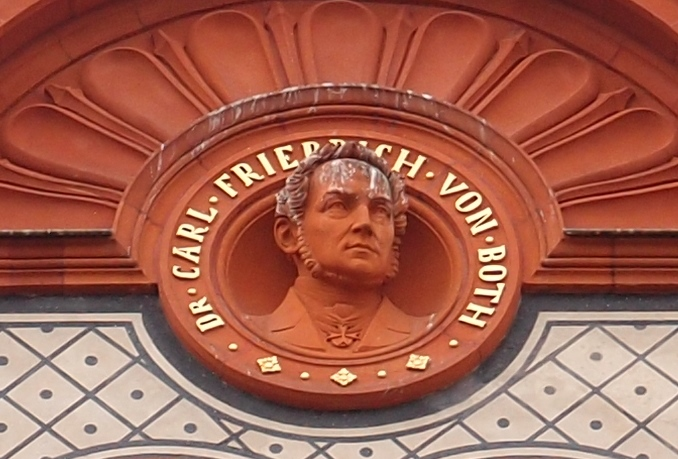
Reliefporträt von Boths – Hofseite des Hauptgebäudes der Universität Rostock

Am 28. August 1860 wurde Carl Friedrich von Both aus Anlass seines 50-jährigen Dienstjubiläums durch den Großherzog zum Geheimen Rat ernannt. Die philosophische Fakultät verlieh ihm die Ehrendoktorwürde und die Stadt Rostock ernannte ihn zum Ehrenbürger. Außerdem erhielt von Both die Medaille für Kunst und Wissenschaft in Gold am Bande des Kultusministeriums in Schwerin. Both war Großkomtur des Hausordens der Wendischen Krone.